# Трущобы (фильм)
«Трущобы» (англ. Downtown) — художественный фильм, снятый Ричардом Бенджамином.

## Сюжет
Алекс Кирни служит офицером полиции в богатом пригороде Филадельфии. Однажды, он спорит с одним влиятельным бизнесменом. Так как никто не верит в более поздние показания Кирни, молодого неопытного полицейского переводят из тихого, благополучного района в заброшенный квартал, населённый в основном наркоманами, проститутками и другими преступными элементами. В новом подразделении, его напарником становится офицер полиции Деннис Каррен — опытный и утомлённый жизнью, чернокожий полицейский.
После ряда столкновений с хулиганами, они нападают на след крупной организации похитителей автомобилей и вступают с ними в борьбу. Партнеры устанавливают слежку за гангстером Джеромом Свитом. После того, как друг Кирни убивают, он и Каррен охотятся на преступника. Они обнаруживают, что начальник полиции города и Свит занимаются контрабандой наркотиков в угнанных автомобилях.

## В ролях
- Энтони Эдвардс — Алекс Кирни
- Форест Уитакер — Деннис Каррен
- Пенелопа Энн Миллер — Лори Митчелл
- Джо Пантолиано — Уайт
- Рон Кэнада — Лоуэлл Харрис
- Дэвид Кленнон — Джером Свит
- Арт Эванс — Генри Коулман
- Рик Айелло — Микки Уитлин
- Роджер Аарон Браун — лейтенант Сэм Паррал
- Ванда Де Хесус — Луиза Диас
- Даниел Пиполи — Скип Марковитц
- Фрэнсис Х. Маккарти — Inspektor Бен Гласс
- Кимберли Скотт — Кристин Каррен
- Рон Тейлор — Брюс Такер